# بولنيس (تشيلي)
بولنيس (بالإسبانية: Bulnes, Chile) هي بلدية تقع في تشيلي في Ñuble Province. يقدر عدد سكانها بـ 20,763 نسمة ومساحتها 425.4 كم2 وترتفع عن سطح البحر 78 متر.

## أعلام
- هيرميس جامونال